# Klasyfikacja Pipkina
Klasyfikacja Pipkina systematyzuje złamania głowy kości udowej na podstawie przebiegu szczeliny złamania.

## Klasyfikacja[1]
| Typ | Opis                                                                                  |
| --- | ------------------------------------------------------------------------------------- |
| I   | Złamanie poniżej dołka głowy kości udowej; nieobejmujące powierzchni obciążanej głowy |
| II  | Złamanie powyżej dołka głowy kości udowej; obejmujące powierzchnię obciążaną głowy    |
| III | Typ I lub II z towarzyszącym złamaniem w obrębie szyjki kości udowej                  |
| IV  | Typ I lub II z towarzyszącym złamaniem w obrębie panewki stawu biodrowego             |